# 白云湖站
白云湖站是中国广东省广州市白云区的一座建设中的城际铁路车站，为广清城际铁路的中途站，位于白云湖公园东湖西侧。

## 车站结构
白云湖站设计为无配线高架车站，面积规模为4,000平方米，设210米×5米×1.25米侧式站台2座。车站南北侧有进出站行车通道，中部有人行通道与石井大道连接。

## 历史
广清城际南延段最初规划未包含本站，白云区政府后持续争取增设白云湖站。2020年6月，广东省发改委批复广清城际南延段可研报告，本站正式落实新增。增站费用2.224亿人民币由白云区政府承担。
2025年4月，广清城际铁路南延线首条10千伏电力贯通电缆在本站—白云站区间敷设成功。次月，本站站名挂牌，同时本站站台部分及车站两侧扶手电梯完成安装。